# Siska Staat Op!
Siska Staat Op! is het ochtendprogramma van de Vlaamse radiozender Studio Brussel op elke weekdag tussen 6 en 9 uur. De eerste uitzending was op maandag 3 september 2012. Siska Schoeters presenteert het programma, ze wordt bijgestaan door Stijn Van de Voorde en Stijn Vlaeminck. Volgens de luistercijfers van de periode april-juni 2013 heeft Siska Staat Op dagelijks ongeveer 460.000 luisteraars.
De laatste uitzending was op vrijdag 1 juli 2016.  In het nieuwe radioseizoen nam Linde Merckpoel het ochtendblok over.